# سيسنا سي دبليو-6
سيسنا سي دبليو-6 (CW-6) هي طائرة من ستة مقاعد للسياحة بنيت في عشرينات القرن العشرين من قبل الشركة الأمريكية سيسنا.

## المواصفات
البيانات من Manufacturers Specifications on American Commercial Airplanes as Compiled by Aviation
الخصائص العامة
- طاقم: 1
- سعة: 5 passengers
- طول: 29 قدم 4 بوصة (8.94 م)
- باع الجناح: 43 قدم 4 بوصة (13.21 م)
- ارتفاع: 8 قدم 2 بوصة (2.49 م)
- مساحة الجناح: 296 قدم2 (27.5 م2)
- الوزن فارغة: 2,175 رطل (987 كـغ)
- الوزن الإجمالي: 3,950 رطل (1,792 كـغ)
- سعة الوقود: 80 غال-أمريكي (67 غالون إمب؛ 300 ل)
- محركات: 1 × رايت آر-760 ويرل ويند radial engine, 300 حصان (220 كـو)

أداء
- السرعة القصوى: 148 ميل/س (238 كم/س؛ 129 عقدة)
- سرعة العبور: 120 ميل/س (104 عقدة؛ 193 كم/س)
- مدى: 610 ميل (530 nmi؛ 982 كـم)
- سقف الخدمة: 17,500 قدم (5,334 م)
- معدل الصعود: 900 قدم/د (4.6 م/ث)